# Qualificazioni al campionato mondiale di calcio 2026 - AFC - quarta fase
La quarta fase delle qualificazioni asiatiche al campionato mondiale 2026 si disputerà dall'8 al 14 ottobre 2025.

## Formato
Le 6 squadre qualificate alla quarta fase sono state divise in due gruppi da tre squadre ciascuno. In ogni gruppo tutte le squadre si affrontano tra loro in gara unica. Le prime classificate di ogni girone si qualificano direttamente al Mondiale, le seconde classificate proseguono le qualificazioni nella quinta fase.

## Sorteggio
Il sorteggio della quarta fase si è tenuto il 17 luglio 2025 a Kuala Lumpur in Malaysia. Le fasce del sorteggio sono state stabilite in base al ranking mondiale FIFA al 13 giugno 2025.
| Fascia 1                       | Fascia 2                           | Fascia 3                  |
| ------------------------------ | ---------------------------------- | ------------------------- |
| Qatar (53) Arabia Saudita (58) | Iraq (59) Emirati Arabi Uniti (66) | Oman (79) Indonesia (118) |

## Girone A

### Classifica
| Squadra             | P.ti | G | V | P | S | RF | RS | DR |
| ------------------- | ---- | - | - | - | - | -- | -- | -- |
| Qatar               | 0    | 0 | 0 | 0 | 0 | 0  | 0  | 0  |
| Emirati Arabi Uniti | 0    | 0 | 0 | 0 | 0 | 0  | 0  | 0  |
| Oman                | 0    | 0 | 0 | 0 | 0 | 0  | 0  | 0  |

### Risultati
| Doha 8 ottobre 2025, ore 19:00 UTC+3 | Oman | – referto | Qatar | Stadio Jassim bin Hamad |

| Doha 11 ottobre 2025, ore 19:00 UTC+3 | Emirati Arabi Uniti | – referto | Oman | Stadio Jassim bin Hamad |

| Doha 14 ottobre 2025, ore 19:00 UTC+3 | Qatar | – referto | Emirati Arabi Uniti | Stadio Jassim bin Hamad |

## Girone B

### Classifica
| Squadra        | P.ti | G | V | P | S | RF | RS | DR |
| -------------- | ---- | - | - | - | - | -- | -- | -- |
| Arabia Saudita | 0    | 0 | 0 | 0 | 0 | 0  | 0  | 0  |
| Iraq           | 0    | 0 | 0 | 0 | 0 | 0  | 0  | 0  |
| Indonesia      | 0    | 0 | 0 | 0 | 0 | 0  | 0  | 0  |

### Risultati
| Gedda 8 ottobre 2025, ore 21:00 UTC+3 | Indonesia | – referto | Arabia Saudita | Stadio Città dello sport Re Abd Allah |

| Gedda 11 ottobre 2025, ore 21:00 UTC+3 | Iraq | – referto | Indonesia | Stadio Città dello sport Re Abd Allah |

| Gedda 14 ottobre 2025, ore 21:00 UTC+3 | Arabia Saudita | – referto | Iraq | Stadio Città dello sport Re Abd Allah |